# 謝德謙
謝德謙（Tse Tak Him，1985年2月10日—），生於香港，退役香港足球員、3x3籃球暨體育評述員，司職守門員，在五人足球中擔任前鋒，為香港足球代表隊隊員，他於2017年4月1日在聯賽的不失球時間達863分鐘，超越已故東方名宿希福特的紀錄，成為在香港頂級聯賽最長時間不失球的門將，最終紀錄維持在884分鐘。此外，他亦是三人籃球員，於2017年正選參加亞洲三人籃球賽。他亦是一家管理公司的行政總裁，為香港柔道代表隊物色制服及贊助商。他曾經為ViuTV的體育節目《體育係…》主持人，現時在Nowsports擔任體育評述員。

## 球員生涯
謝德謙生於香港，自少喜愛在屋邨樓下的籃球及足球場玩耍，而因為他當時腳法比較差和經常打籃球，便被逼擔任用手的守門員位置，其後他與朋友一同投考香港老牌球會南華青年軍，在18歲跟隨教練陳曉明加盟以年輕球員組成的乙組聯賽球隊香港08，並正式獲守門員教練指導學習守龍門。
隨後香港足球總會宣佈成立職業學徒計劃，主要是讓香港08球員分配到各支甲組球隊，謝德謙當時便獲公民老闆貝鈞奇賞識加入球隊。由於謝德謙在公民表現優秀，在三個月內便由後備升上正選。謝德謙在該季首循環聯賽平均每場僅失0.75球，是本土門將失球最少的一位，因而成為耀目新星。2004/05年及2005/06年度在香港足球明星選舉，謝德謙連續兩屆以熱門姿態奪得最佳年青球員獎項，他更被指為香港隊首席守門員范俊業的接班人，有指在2005/06年度球季公民後防線出現連連失誤，後防由謝德謙一力承擔是令公民能成功護級的關鍵。
可是在2007/08年度球季開始時，謝德謙因傷患影響而缺陣，公民於是起用何國泉把關。由於何國泉表現穩定，於是謝德謙便淪為後備，不過在後備其間他並沒氣餒，更不停加強訓練。到了該球季的足總盃決賽，由於正選門將何國泉受傷的關係，臨危受命的謝德謙仍有穩定演出，助公民勇奪上甲組以來第一個錦標。2011年1月16日，謝德謙於對南華的高級組銀牌決賽有出色表現，包括在下半場比賽撲出陳肇麒主射的12碼，再於互射12碼時撲出南華隊長李海強主射的第一球，協助公民以總比數7–5勝出首次贏得高級組銀牌冠軍。
在2012年2月21日，謝德謙隨公民到內地與深圳紅鑽進行熱身比賽後獲前日本國家隊教練杜斯亞賞識，邀請他到深圳紅鑽接受訓練測試，惟最終謝德謙惋拒了。2012年4月11日，在主場迎戰泰超勁旅春武里的亞協盃分組賽，謝德謙在補時4分鐘上前接應罰球助攻隊友沈國輝追平3–3完場。
2014年4月，由於公民季尾決定不會參加來季的香港超級聯賽，令謝德謙獲太陽飛馬教練陳志康邀請加盟，亦是謝德謙職業生涯中首次轉會他投，不過在與前澳洲小國腳泰臣競爭下出場機會大減。
2015年6月，謝德謙加盟香港超級聯賽升班馬冠忠南區。2015年10月14日，由冠忠南區管理層及教練團選出的九月份最佳球員，由謝德謙奪得。2017年1月14日，冠忠南區於主場香港仔運動場迎戰傑志，謝德謙分別在32分鐘接實林柱機主射在的12碼及最少救出兩個必入波，被視為今場贏波的最大功臣協助冠忠南區最終以1–0擊敗傑志，賽後謝德謙更當選東網直播賽事MVP。2017年2月18日，謝德謙在聯賽對標準灝天賽前除了從球隊領隊手中接過冠忠南區一月份最佳球員外，亦同時獲得由香港體育記者協會及香港足球總會合辦的「1月份最有價值球員」，他亦是今季首位獲得這個獎項的門將，最終冠忠南區以6–0擊敗對手。
2017年3月，謝德謙已經連續八場在聯賽保持清白之身，創出個人最長不失球紀錄，於同年3月17日再次當選冠忠南區二月份最佳球員。2017年4月1日，冠忠南區作客以5–0擊敗R&F富力，球隊在今季港超聯的不敗紀錄增至11場，而謝德謙的聯賽不失球時間達到863分鐘超越已故東方名宿希福特的紀錄（希福特在1992年至93年球季於港甲聯賽錄得827分鐘不失球紀錄），打破香港頂級聯賽最長時間不失球門將紀錄，最終不失球紀錄在4月4日以3–3賽和理文流浪的聯賽被隊友比圖的烏龍球打破。在最後，不失球紀錄維持在884分鐘，而謝德謙於新季舉行的開操儀式獲頒發2016/17球季的球會最佳球員獎。
2022/23球季是謝德謙作為職業球員的最後一個球季。
2023年，謝德謙移民英國，並加盟曼城港人球會Konger FC。

## 國際賽生涯
謝德謙第一年踢甲組便入選香港足球代表隊，是首位入選香港足球代表隊的學徒球員。由於何國泉季後離隊他投，謝德謙遂於2008–09年度球季，再次重回公民正選門將一職，憑藉優秀表現再次入選香港足球代表隊。
2009–10年度球季，他以全甲組失球最少的守門員去結束賽季，可見他的技術已日漸成熟，在這賽季其間他更代表香港隊出戰亞洲室內5人賽，省港盃及亞洲盃作客巴林都有不俗的表現，在暑假的時間出戰了香港聯賽選手隊主場迎戰英超球會伯明翰的表演賽，其後他在2017年8月入選香港對澳門的第73屆港澳埠際賽名單更戴上隊長臂章協助香港最終以4–0勝出繼2007年後再度參與港澳埠際賽兼成功衛冕冠軍。
2019年12月，謝德謙入選香港代表隊，出戰2019年東亞足球錦標賽決賽週，並於對日本隊的比賽正選上場，結果港隊被大炒五比零。

## 個人生活
由於有球迷認為謝德謙外表高大英俊，加上他在全運會足球賽表現出色，大受球迷歡迎，在中國內地有球迷鍾情於他，還稱呼他做「乖乖」。
另外，當消防員是謝德謙的兒時夢想，所以他於2000年報讀毅進課程，打算將來退役後可留有後路。謝德謙於2000年代報讀了由《毅進計劃》舉辦的紀律部隊課程，同年，謝德謙報讀由香港足球總會舉辦的D級足球教練課程，於2013年完成；期望於將來再報讀由亞洲足球協會舉辦的守門員教練資格。
2014年12月8日，謝德謙與相戀4年多的空姐女朋友Manie結婚，不過由於空姐工作比較辛苦，Manie早前已離職，現任職文員，除有多些時間在港支持謝德謙，亦可協助他足球以外的工作。兩人的愛情結晶品女兒Avery預產期本為2017年12月27日，但終於她在2018年1月3日凌晨出世，體重2.95公斤。
2023年夏天，謝德謙舉家移民離開香港。移民去英國。抵埗後的謝德謙在22-23球季加盟了由當地港人建立的低組別球會Konger FC.。

## 球場以外
2015年6月轉會南區後，贊助商冠忠巴士與南區合作推出「職業足球員退休保障計劃」，謝德謙自覺在香港當足球員生涯甚短，特別是2014年結婚後，希望盡早為自己打算，加上會長黃良柏先生又給予機會，所以謝德謙就試試任職行政及市場推廣的工作，冠忠南區曾舉辦的球員進修計劃、球會健身、球員剪髮甚至主場的交通宣傳短片都由謝德謙安排的。
2016年1月，由於Now寬頻電視想找一些「紅褲子」擔任足球評述員，他們便邀請謝德謙試試，不過一開始謝德謙記性很差，唯有每次評述前都做很多功課，全賴他老婆是個足球狂迷，謝德謙的筆記有一半是他老婆上西班牙《馬卡報》為他蒐集資料。
2016年4月，謝德謙在多年朋友馬啓仁介紹下獲擔任ViuTV體育節目《體育係…》的主持。謝德謙亦開了一間管理公司，現在幫香港柔道代表隊找贊助制服及裝備，未來會較多時間專注體育管理發展。2017年5月參加由亞洲職業籃球總會舉辦的2017城市三人籃球賽。

## 榮譽
公民
- 香港足總盃冠軍（2007–08季度）
- 香港高級組銀牌冠軍（2010–11季度）
- 賀歲盃冠軍（2014）

香港代表隊
- 龍騰盃冠軍（2011年）
- 省港盃冠軍（2009、2012、2013年）
- 港澳埠際賽冠軍（2007、2017年）

個人
- 香港足球明星選舉 最佳年青球員（2004–05、2005–06季度）
- 香港足球明星選舉 最佳守門員 (2018-19季度)
- 公民體育會 年度優秀運動員（2006年、2007年）
- 冠忠南區 9月份最佳球員（2015–16季度）
- 香港超級聯賽 1月最有價值球員 （2016–17季度）
- 冠忠南區 1月份最佳球員（2016–17季度）
- 冠忠南區 2月份最佳球員（2016–17季度）
- 冠忠南區 全季最佳球員（2016–17、2018-19季度）

## 國際賽事紀錄
| 上陣次數 | 時間           | 地點                     | 對手     | 比數 | 入球(累計) | 賽事性質                 |
| -------- | -------------- | ------------------------ | -------- | ---- | ---------- | ------------------------ |
| 1        | 2004年12月2日  | 惹蘭勿剎體育場           | 緬甸     | 2–2  | 0          | 國際友誼賽               |
| 2        | 2005年3月5日   | 中華臺北，中山足球場     | 蒙古国   | 6–0  | 0          | 2005年東亞足球錦標賽預賽 |
| 3        | 2005年3月7日   | 中華臺北，中山足球場     | 關島     | 15–0 | 0          | 2005年東亞足球錦標賽預賽 |
| 4        | 2005年3月11日  | 中華臺北，中山足球場     | 中華臺北 | 5–0  | 0          | 2005年東亞足球錦標賽預賽 |
| 5        | 2008年11月19日 | 澳門，澳門科技大學運動場 | 澳門     | 9–1  | 0          | 國際友誼賽               |
| 6        | 2010年1月6日   | 巴林, 巴林國家體育場     | 巴林     | 0–4  | 0          | 2011年亞足聯亞洲盃外圍賽 |
| 7        | 2010年11月17日 | 香港，香港大球場         | 巴拉圭   | 0–7  | 0          | 國際友誼賽               |
| 8        | 2011年10月2日  | 中華臺北，國家體育場     | 澳門     | 5–1  | 0          | 2011年龍騰盃             |
| 9        | 2019年12月14日 | ，釜山九德运动场         | 日本     | 0–5  | 0          | 2019年東亞足球錦標賽     |

## 外部連結
- 香港足球總會註冊球員資料（页面存档备份，存于）